# Critique du mormonisme
 (février 2018).
La critique du mormonisme porte sur la doctrine, les pratiques et l’histoire de l’Église de Jésus-Christ des saints des derniers jours. L'Église a en effet été l’objet de critiques dès sa création par Joseph Smith, en raison de ses croyances en contradiction avec celles du christianisme traditionnel. Au XIXe siècle, les dérives théocratiques de l'Église et la pratique de la polygamie furent particulièrement contestées. Tout au long de l’histoire de l'Église, de nombreux critiques remirent en cause la légitimité de Joseph Smith comme prophète, l’historicité des Écritures saintes du mormonisme, le non-accès des personnes noires à la prêtrise et le refus des travaux d'historiens susceptibles de modifier l'histoire officielle de l’Église.
Les critiques portent sur plusieurs sujets :
1. les aspects théologiques : certaines doctrines du mormonisme sont en rupture avec le christianisme traditionnel, ce que dénoncent plusieurs critiques chrétiens. Donc selon le pape, ils ne rentrent pas dans la définition de la chrétienté.
2. les aspects scientifiques : les critiques rejettent la prétendue historicité du Livre de Mormon et du Livre d'Abraham et remettent en cause « l’histoire officielle » de cette Église,
3. les aspects financiers : l'Église est critiquée pour l'absence de publication détaillée de ses finances, la loi américaine ne l'exigeant pas, pour son important business et sur l'importance de ses exigences financières,
4. les aspects éthiques : l'Église est également critiquée pour des doctrines passées ou présentes posant des problèmes éthiques, comme le non accès aux personnes noires à la prêtrise (1844-1978), son soutien à des dictatures, ses rituels secrets inspirés de la franc-maçonnerie ou son recours à la violence comme dans le cas du massacre de Mountain Meadows,
5. les aspects sexuels : l'Église fait l'objet de controverses en raison de son soutien à la polygamie jusqu'en 1890, du rôle des femmes perçu comme restrictif, de sa condamnation de la sexualité hors mariage et de l'homosexualité, et des cas d'abus sexuels, y compris sur mineurs, perpétrés par des membres en situation d'autorité,
6. les aspects sectaires : l'Église est parfois accusée, par des associations et des ex-membres, d'utiliser des méthodes propres aux sectes, par exemple le conditionnement, le contrôle de la vie de ses membres et les mesures disciplinaires en cas de faute.

## Critiques théologiques
Les saints des derniers jours considèrent que leur religion est le rétablissement de l’Evangile du Christ dans sa perfection d'origine.
Cependant, la plupart des autres Églises chrétiennes considèrent que le mormonisme s'écarte du christianisme traditionnel de manière significative. Les éléments de discorde portent entre autres sur la nature même de la Divinité, la révélation divine, la question de l'autorité et la notion de salut. Le refus des mormons d’adhérer au Symbole de Nicée les empêche d’être admissibles au Conseil œcuménique des Églises. En raison de ces différences, les protestants historiques comme les protestants évangéliques refusent aux mormons la qualité de chrétiens. De même, pour les catholiques, la conception qu'ont développée les mormons de la Trinité, où le Père, le Fils et le Saint-Esprit sont trois dieux séparés, n’a rien à voir avec le christianisme.

### Nature de la divinité

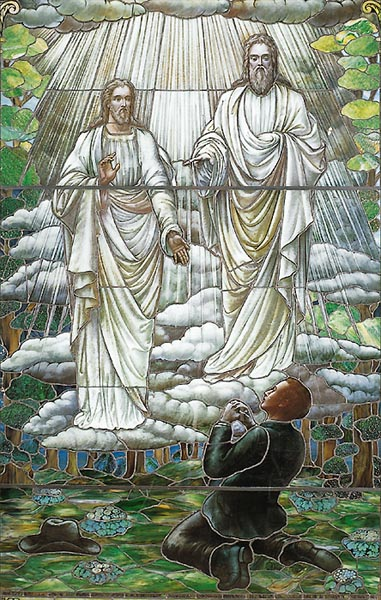
Première Vision de Joseph Smith

La principale pierre d'achoppement entre le mormonisme et le christianisme traditionnel porte sur la nature même de Dieu[réf. souhaitée].

#### Trinité
La vision chrétienne classique de la Trinité est celle d'un Dieu consistant en une seule substance divine se manifestant en trois personnes. Ainsi, « le Fils est consubstantiel au Père » selon le Credo de Nicée. Les chrétiens considèrent traditionnellement que la Bible enseigne que les trois personnes ne forment en réalité qu'un seul Dieu.
Pour les mormons, Dieu le Père, son Fils Jésus-Christ et le Saint-Esprit sont des personnages divins distincts. Ils sont certes unis dans leurs objectifs mais, selon Joseph Smith, « ces trois-là constituent trois Personnages distincts et trois Dieux ».

#### Nature matérielle de Dieu
Pour le mormonisme, Dieu le Père a un corps matériel : « Le Père a un corps de chair et d'os aussi tangible que celui de l'homme, le Fils aussi ». Or, pour la Bible et selon le christianisme traditionnel, Dieu est incréé et est l'origine de toutes choses, y compris les lois de la nature. Il se trouve par définition hors de l'ordre naturel puisque ce dernier a été créé par lui. Toute matière ne peut exister qu'au travers de sa volonté. Dieu est de nature totalement spirituelle. Jésus dit en effet : « Dieu est esprit » ; et encore : « un esprit n'a ni chair ni os comme vous voyez que j'ai ». Si le Fils a pris un corps pour se révéler à l'homme, c'est qu'il n'en avait pas avant.

#### Transformation de l'homme en dieu
Pour les mormons, Dieu fait partie de l'ordre naturel. Selon Joseph Smith, « Dieu lui-même a jadis été tel que nous sommes maintenant et est un homme divinisé et siège sur son trône dans les cieux là-haut ! » En conséquence, l'homme digne sur cette Terre peut lui-même devenir un dieu à son tour. Cette idée a été résumée par Lorenzo Snow en ces termes : « Ce que l'homme est, Dieu l'a été. Ce que Dieu est, l'homme peut le devenir. » Du fait de sa nature humaine divinisée, Dieu le Père possède un corps physique éternel. Cette théorie a été développée dans le cadre de la doctrine de l'Adam-Dieu, selon laquelle Dieu le Père devint Adam et fut le père biologique de Jésus et de Satan.

#### Pluralité des dieux
Pour le mormonisme, les concepts ci-dessus font qu'il existe plusieurs dieux. Certains détracteurs de la religion mormone la qualifient donc de polythéiste. Ceci est renforcé par les écrits mêmes de la religion mormone qui donnent le mot dieu au pluriel, par exemple :
- « Au commencement, les dieux élevés en dignité se réunirent afin d'imaginer un plan pour créer le monde et les hommes[11] » ;
- « Les dieux organisèrent et formèrent la terre[12] ».

### Plan de salut

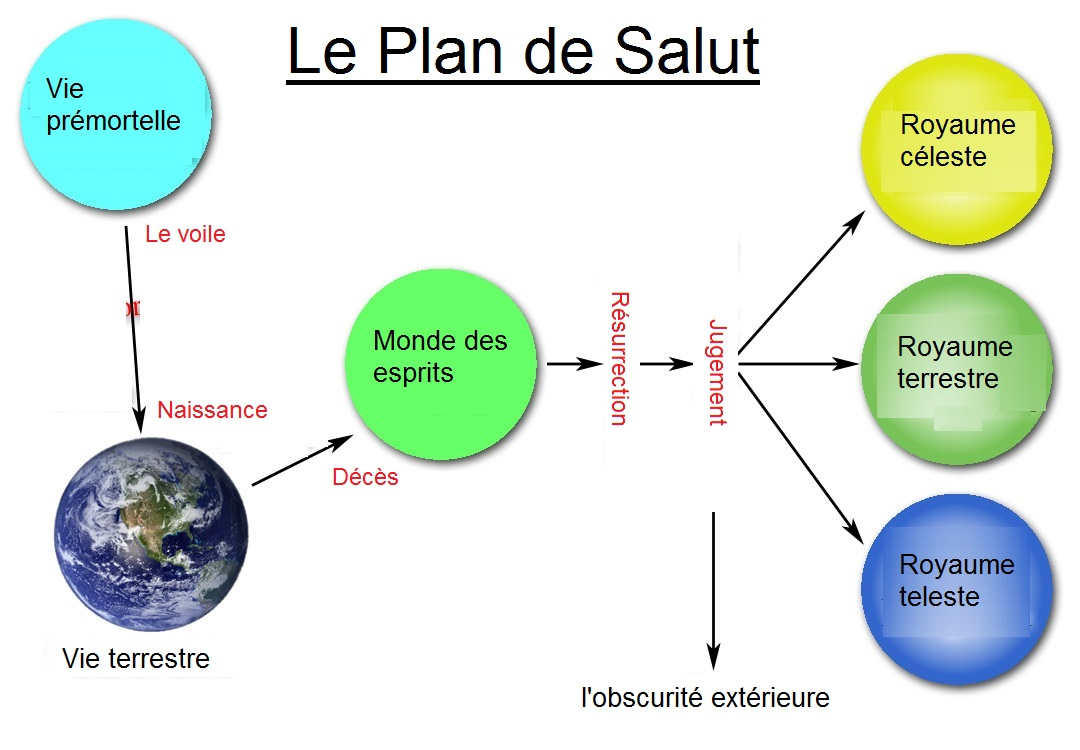
Le Plan de salut

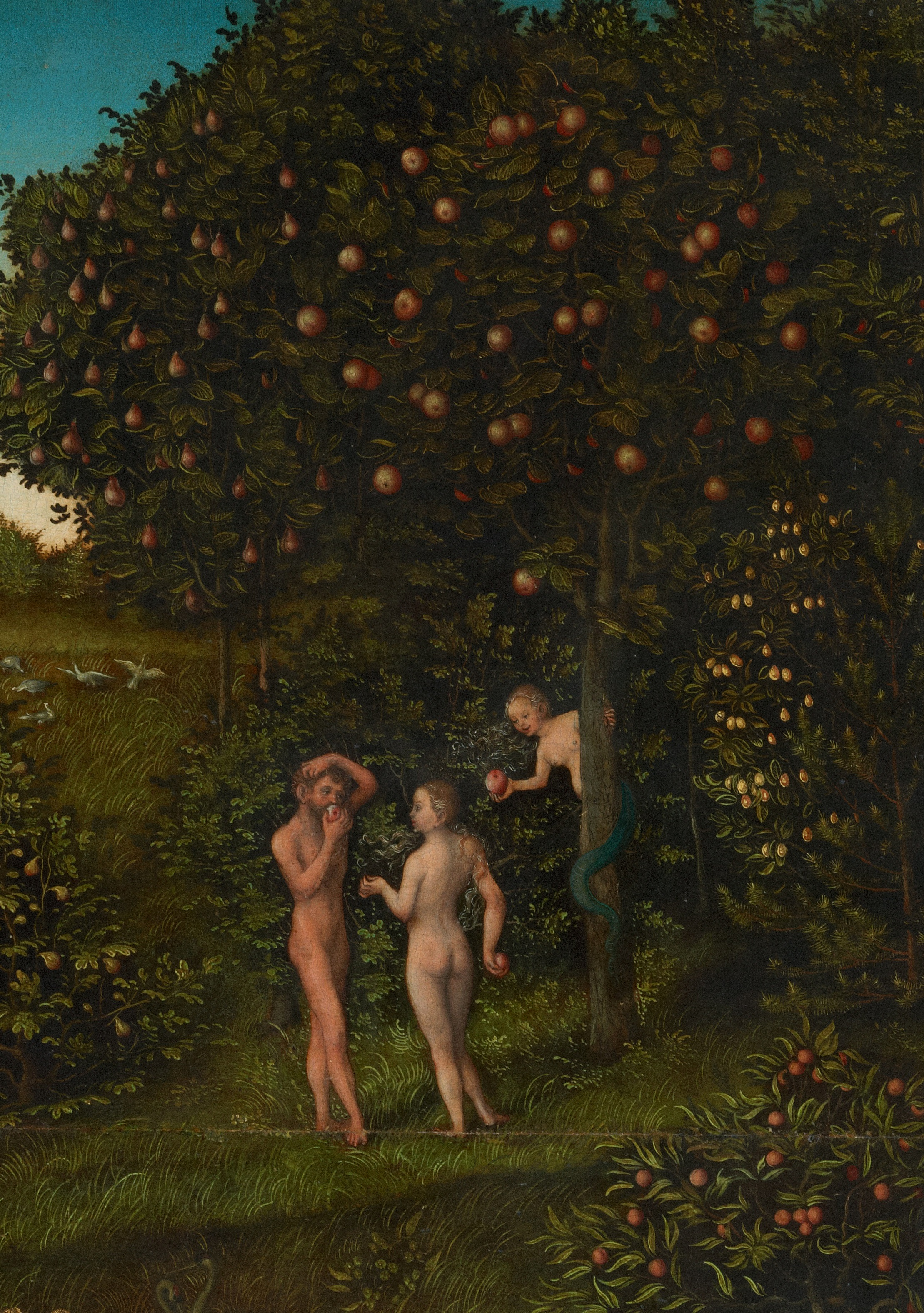
La Chute de l'homme par Lucas Cranach, illustration du XVIe siècle

#### Péché originel
Les chrétiens traditionnels considèrent que la désobéissance d'Adam et Ève au commandement de Dieu fut un grand mal. Cet acte est généralement perçu comme un rejet de la sagesse de Dieu par l'homme afin de céder à ses propres désirs. Les chrétiens considèrent que c'est par la chute d'Adam et Ève que le péché est entré dans le monde, faisant tomber la condamnation et la mort sur tous leurs descendants. En raison de ce péché originel, chaque homme naît avec une nature pécheresse et a besoin de l'intervention divine pour lui apporter le salut.
L'Église de Jésus-Christ des saints des derniers jours rejette le concept de péché originel, bien qu'elle reconnaisse que l'homme dans son état naturel est un ennemi de Dieu. Selon Joseph Smith, « les hommes seront punis pour leurs propres péchés et non pour la transgression d'Adam ». Cette dernière n'est pas réellement perçue comme un mal mais plutôt comme une étape nécessaire afin que la race humaine puisse exister. Joseph Fielding Smith, 10e président de l'Église, écrivit à ce sujet : « je veux remercier [Ève] d'avoir tenté Adam afin de prendre de ce fruit. Il accepta la tentation, avec pour résultat que des enfants vinrent au monde ». De plus, les mormons considèrent qu'Adam et Ève avaient en fait reçu deux commandements contradictoires : l'un qui était de se multiplier et remplir la Terre, l'autre qui était de ne pas manger du fruit. En conséquence, le deuxième commandement devait être transgressé afin d'obéir au premier.

#### Foi et œuvres
Les chrétiens considèrent généralement qu'en l'absence de l'œuvre salvatrice de Jésus-Christ, l'homme est spirituellement mort et qu'il ne peut rien faire pour son propre salut. Selon les protestants, c'est par la grâce seule, et non au travers d'œuvres justes, que Dieu pardonne les péchés et rend l'homme digne de vivre en sa présence. Le salut est donc pour eux seulement par la foi, sans les œuvres. Néanmoins, ils font également des œuvres, mais non plus pour être sauvés, mais pour être fidèle à Dieu. Ces œuvres n'apportent rien au salut, mais amèneront des récompenses. Selon l'Eglise Catholique[pas clair], il s'agit de la Foi, qui se manifeste par les œuvres (portées par la charité) qui apportent le salut mais pas les œuvres seules.
Les mormons croient que c'est l'obéissance à la Loi et donc les œuvres qui sauvent : « Le genre humain peut être sauvé en obéissant aux lois et aux ordonnances de l’Évangile ». Les mormons croient que grâce au sacrifice expiatoire de Jésus-Christ tout le genre humain peut être sauvé en obéissant aux lois et aux ordonnances de l'Évangile : « L'homme progresse par le repentir… ce qui l'attend après cette vie, c'est une glorification selon ce qu'il aura mérité. Celui qui a obéi à tous les commandements de Dieu et exécuté toutes ses ordonnances se trouvera en la présence de Dieu. »Ils croient en outre que, pour conserver leur salut, ils doivent persévérer dans la justice jusqu'à la fin de leur vie. Pour les mormons, le salut s'entretient au quotidien. Selon la doctrine mormone, le salut est gratuitement à la portée de tous ceux qui s'y préparent.[réf. nécessaire]

### Saintes Écritures

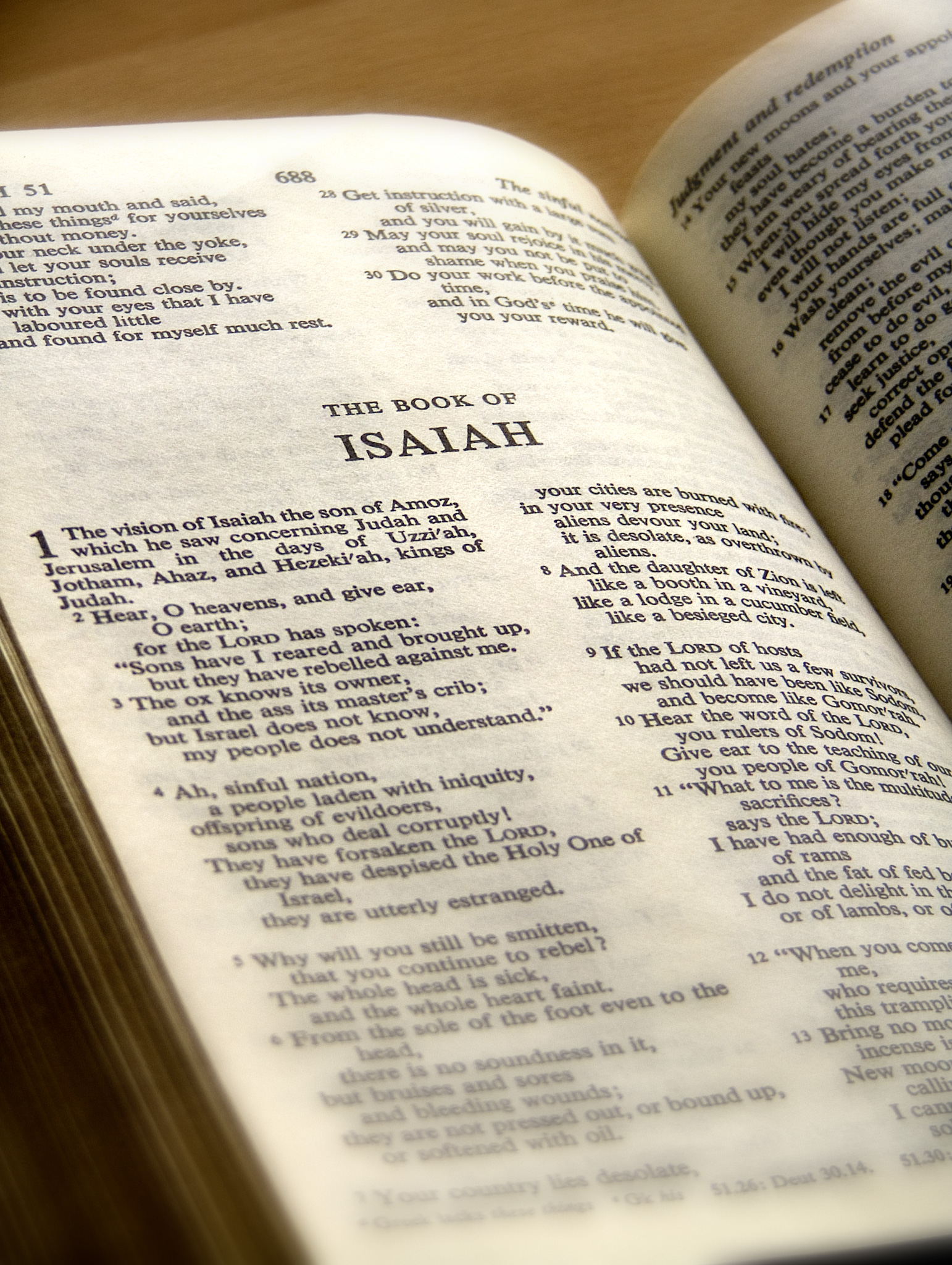
Le Livre d'Isaïe

La critique des Écritures mormones sont fondées sur : la contestation théologique de l'idée d'un complément à apporter aux saintes Écritures ; la contestation de certaines prophéties contenues dans les Écritures mormones ; les impossibilités historiques du Livre de Mormon.

#### Bible et révélation moderne
Les chrétiens considèrent le canon des Écritures comme clos, ce qui fait de la Bible le seul ouvrage sacré des chrétiens (bien qu'il puisse y avoir des désaccords sur le nombre de livres que celle-ci doit contenir). De nombreux protestants considèrent par ailleurs la Bible comme la seule autorité infaillible (doctrine de la Sola scriptura). Les chrétiens rejettent l'idée qu'une révélation moderne puisse compléter le message biblique. Pour l'Église catholique la Tradition, issue des Apôtres, est la source doctrinale de la Révélation dont la Sainte Écriture fait partie (le Canon de la Bible a d'ailleurs été validé grâce à la Tradition issue des Apôtres et des Pères de l'Eglise). Mais « au fil des siècles il y a eu des révélations dites "privées", dont certaines ont été reconnues par l’autorité de l’Église Catholique. Elles n’appartiennent cependant pas au dépôt de la foi. Leur rôle n’est pas d’"améliorer" ou de "compléter" la Révélation définitive du Christ, mais d’aider à en vivre plus pleinement à une certaine époque de l’histoire. (…) La foi chrétienne ne peut pas accepter des "révélations" qui prétendent dépasser ou corriger la Révélation dont le Christ est l’achèvement. C’est le cas de certaines religions non chrétiennes et aussi de certaines sectes récentes qui se fondent sur de telles "révélations". »
Les mormons estiment que la Bible a été partiellement altérée, qu'il y manque beaucoup de parties extrêmement précieuses. Ils croient à la nécessité de la révélation continue, par laquelle Dieu continue à se révéler, révélations contenues dans des ouvrages canoniques additionnels comme le Livre de Mormon, les Doctrine et Alliances et la Perle de Grand Prix, mais aussi au moyen de révélations données aux prophètes contemporains dirigeant l'Église.[réf. nécessaire]
Selon les critiques, cette conception entre en conflit avec la Bible où il est précisé que rien ne doit être ajouté à ce livre (Apocalypse 22:18,19), ce qui signifie que la révélation de Dieu aux hommes a pris fin avec la Bible et que Livre de Mormon est une tentative illégitime de la compléter.
Les mormons considèrent que la mise en garde de l'apôtre Jean concerne uniquement l'Apocalypse. Dans l'Ancien Testament on trouve en effet des commandements du même genre interdisant d'enlever ou d'ajouter aux paroles qui étaient écrites, bien qu'elles eussent été complétées par la suite.

#### Prophéties contestées
Les textes sacrés des mormons contiennent des prophéties qui ne se sont pas réalisées ou sont contestées ; ainsi, par exemple :
- Le Missouri est qualifié de lieu des rassemblements des saints pour l'éternité mais les Mormons devront le quitter en 1833 : « Le pays de Missouri est le pays que j'ai désigné et consacré au rassemblement des saints. C'est pourquoi ceci est la terre de promission et le lieu pour la ville de Sion […]. Independence est un lieu pour le temple. c'est pourquoi il est sage que la terre soit achetée par les saints afin qu'ils obtiennent ce pays en héritage éternel[22]. » Les mormons répondent que l'Écriture est toujours en vigueur, d'autant qu'ils sont revenus dans le Missouri où la communauté mormone est importante.[réf. nécessaire]
- Le 19 janvier 1841, selon une nouvelle révélation, les mormons se virent enjoints de construire le temple à Nauvoo en Illinois : « Venez avec tout votre or et votre argent, vos pierres précieuses… je vous commande… de me bâtir une maison »[23] ; « En ce qui concerne l'hôtel… qu'il soit construit en mon nom… et que mon serviteur Joseph et sa maison y aient une place de génération en génération… pour toujours et à jamais dit le Seigneur »[24] ; mais en 1846, les mormons devront à nouveau quitter cette terre promise par Dieu aux mormons pour l'éternité. Les mormons répondent que l'Écriture est toujours en vigueur, d'autant que le temple de Nauvoo a été reconstruit.[réf. nécessaire]
- Selon Joseph Smith : « Les habitants de la Lune sont d'une taille uniforme; environ 1,85 mètre. Ils s'habillent comme les quakers et suivent tous à peu près cette mode; ils arrivent à vivre très longtemps; environ 1 000 ans »[25]. Or, selon les mormons : « Vous recevrez sa parole [de Joseph Smith] en toute patience et avec une foi totale, comme si elle sortait de ma bouche[26][réf. souhaitée]. » Les mormons répondent qu'il ne s'agit pas d'une prophétie mais d'une opinion personnelle entendue par une seule personne, rapportée de bouche-à-oreille, jamais publiée du vivant de l'auteur et sans valeur doctrinale. Ils ajoutent que la croyance d'une Lune habitée était courante à l'époque et même enseignée par les Églises[27][réf. souhaitée].

D'autres prophéties des écrits sacrés mormons entrent en contradiction avec la Bible :
- En 83 avant Jésus-Christ, le Livre de Mormon annonce que Jésus-Christ devait naître à Jérusalem[28] ; cependant, pour les Chrétiens, la Bible avait annoncé au VIIIe siècle av. J.-C. qu'il devait naître à Bethléem[29], où selon les chrétiens, il naquit effectivement à Bethléem[30]. Les mormons répondent qu'à ce sujet le Livre de Mormon ne mentionne pas Jérusalem comme ville mais comme pays : « Et voici, il naîtra de Marie, à Jérusalem, qui est le pays de nos ancêtres » (Alma 7:10), ce qui inclut Bethléem, distante de 8 kilomètres.[réf. nécessaire]
- Le Livre de Mormon annonce trois jours de ténèbres sur toute la terre lors de la mort du Seigneur[31] alors que selon les Évangiles, il n'y eut que trois heures[32]. Les mormons répondent que cette prophétie du Livre de Mormon ne concerne que le pays des Néphites-Lamanites (voir Hélaman 14:20 et 3 Néphi 8:3).[réf. nécessaire]

#### Livre de Mormon
Le Livre de Mormon est rejeté par les chrétiens non-mormons comme une tentative illégitime de compléter la parole de Dieu. En outre, il fait également l'objet de critiques théologiques spécifiques :
- de nombreuses modifications ont progressivement été apportées au texte par Joseph Smith dans les éditions successives, ce qui, selon les critiques, est incompatible avec l'idée d'un livre traduit par la révélation divine ; ce à quoi les mormons répondent que le don de traduction de Joseph Smith n'était pas limité aux travaux précédant la première édition et que la presque totalité des modifications ont été des corrections typographiques, grammaticales, ajout de précisions, refonte de la structure et suppression d'hébraïsmes[33].
- des contradictions entre le Livre de Mormon et la Bible ; les mormons considèrent de leur côté qu'il n'y en a pas et s'emploient à le démontrer ;
- des contradictions avec la doctrine mormone actuelle ; idem.

### Autorité

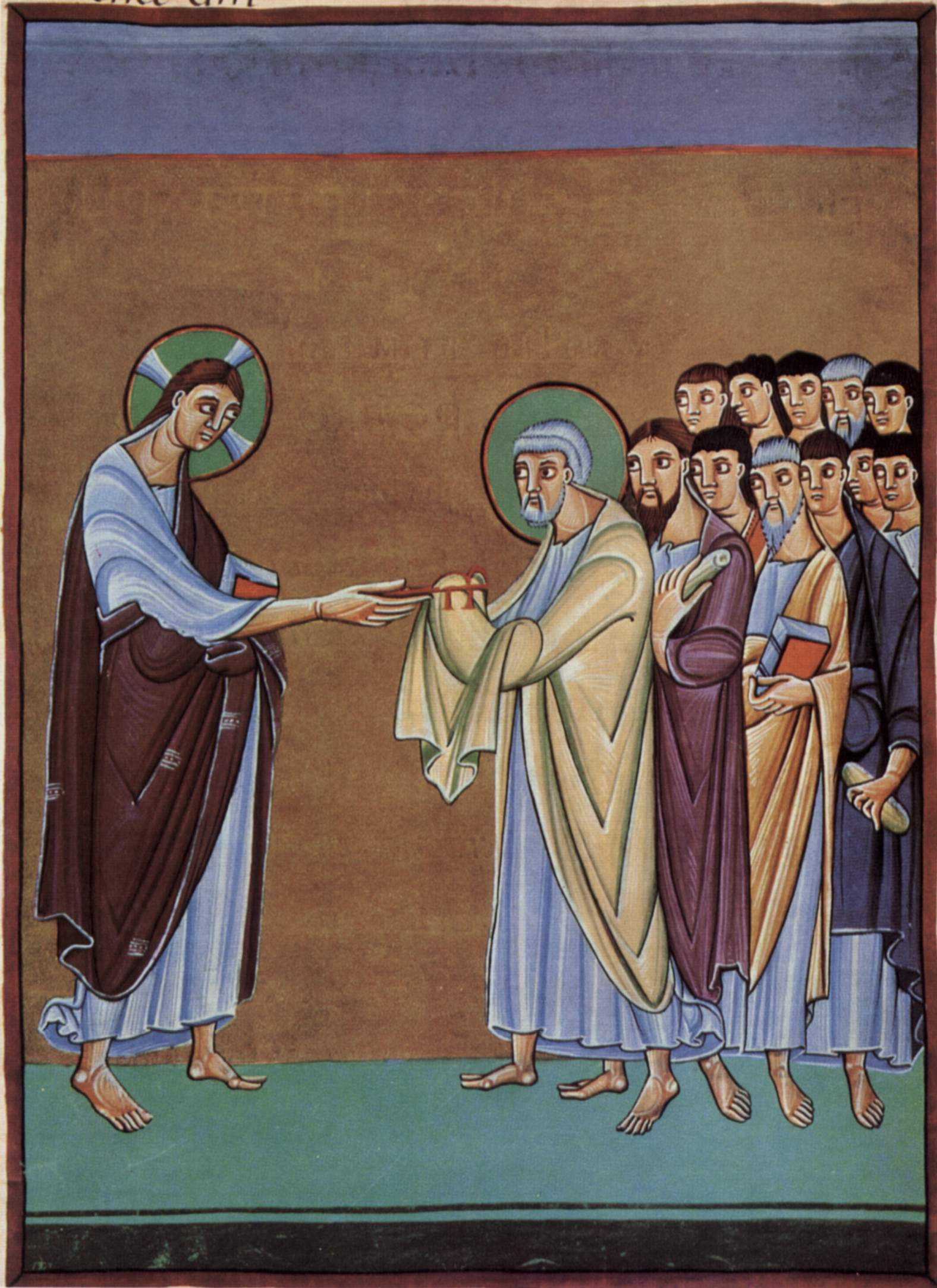
Saint Pierre recevant les clefs dans les Péricopes d'Henri II, illustration du XIe siècle

#### Apostasie
Les chrétiens non-mormons soutiennent généralement que la vraie Église fut divinement établie par Jésus et qu'elle ne peut jamais disparaître de la terre. Catholiques, orthodoxes et anglicans croient à la continuité littérale de l'Église primitive au travers de la succession apostolique. Pour les protestants, les institutions ecclésiastiques sont des réalités humaines et peuvent se tromper ; s'ils reconnaissent qu'il y a eu des temps de corruption et d'apostasie au sein du christianisme, ils croient qu'il est toujours resté des fidèles au véritable message de l'Évangile, ces fidèles constituant l'Église de Dieu peu importe l'état des institutions religieuses.
Les mormons croient au contraire qu'il y a eu une grande apostasie, à savoir la corruption générale et totale des principes de l'Église établie par Jésus-Christ. Cette situation nécessitait selon eux un rétablissement de l'Évangile originel par une nouvelle révélation, appelée aussi "dispensation". Selon la doctrine mormone, il n'y aura cependant pas d'autre apostasie générale avant la seconde venue de Jésus-Christ.
Pour les chrétiens non-mormons, une telle apostasie généralisée est impossible. À ce propos, l'auteur catholique Patrick Madrid écrit : « Puisque le Christ est l'esprit et la tête de l'Église (Éph 4:15-16), animant le corps, les membres bénéficient d'une union spirituelle avec lui (Jean 15:1-8). Il est inconcevable qu'il permette que son corps se désintègre sous les attaques de Satan. L'apôtre Jean nous rappelle que Jésus est plus grand que Satan (1 Jean 4:4). »

#### Baptême
Bien que la signification et la cérémonie du baptême puissent varier légèrement d'une Église chrétienne à une autre, elles reconnaissent généralement l'authenticité du baptême s'il est effectué par une autre dénomination chrétienne, à condition que celui-ci soit fait par l'eau et selon la formule trinitaire (au nom du Père, du Fils et du Saint-Esprit). Si un chrétien rejoint une autre Église chrétienne, une profession de foi suffit généralement et il n'est pas rebaptisé si son baptême est reconnu comme valide.
Les mormons considèrent que l'autorité de la prêtrise est requise pour des ordonnances telles que le baptême et que celle-ci fait défaut aux autres Églises chrétiennes en raison de l'apostasie générale (voir ci-dessus). L'Église de Jésus-Christ des saints des derniers jours ne reconnaît donc pas le baptême effectué par les autres dénominations chrétiennes.
De même, les Églises chrétiennes ne reconnaissent pas le baptême mormon comme valable. En 2001, la Congrégation pour la doctrine de la foi de l'Église catholique romaine a rendu un avis selon lequel le baptême effectué par l'Église de Jésus-Christ des saints des derniers jours n'était pas accepté,. Pour l'Église luthérienne évangélique en Amérique, « bien que les mormons fassent usage d'eau - et de beaucoup d'eau - et disent "le Père, le Fils et le Saint-Esprit", leurs enseignements quant à la nature de Dieu diffèrent de manière substantielle du credo orthodoxe chrétien. Puisque la compréhension mormone de la Parole de Dieu n'est pas la même que la compréhension chrétienne, il est correct de dire que le baptême chrétien n'a pas eu lieu. » La plupart des autres Églises protestantes ont également publié des avis rejetant formellement le baptême mormon,.

#### Baptême des morts
Afin de donner la possibilité aux défunts de recevoir les bénédictions de l'Évangile, les mormons baptisent les morts : un mormon prend temporairement l'identité d'un défunt et se fait baptiser. Le défunt peut alors accepter ou non ce sacrement. Cela pose le problème de la remise en cause de la foi d'un mort ainsi que du caractère confidentiel de ce baptême post-mortem. Certaines personnalités ont ainsi été baptisées sans que leurs proches en soient avisées : le général de Gaulle, Guillaume Depardieu, Louis de Funès[réf. nécessaire] ; par ailleurs des baptêmes post-mortem de victimes juives de la Shoah interrogent sur ces pratiques, certains Juifs survivants de l'Holocauste et des organisations juives ont critiqué cette pratique. Par ailleurs, la pratique de microfilmage à laquelle se livre l'Église mormone pour baptiser les morts a suscité quelques inquiétudes.
Certains mormons ont soumis des noms sans en avoir obtenu la permission au préalable. En décembre 2002, la chercheuse indépendante Helen Radkey a publié un rapport montrant que, malgré la promesse de l'Église en 1995 de retirer les noms des victimes juives de l'Holocauste, sa base de données comprenait les noms de 19 000 personnes ayant entre 40 et 50 % de chances « d'être victimes de l'Holocauste… en Russie, en Pologne, en France et en Autriche »,. Le généalogiste Bernard Kouchel a consulté l'index généalogique international de l'Église mormone et a découvert que de nombreux juifs bien connus avaient été baptisés par procuration, dont Maimonides, Albert Einstein et Irving Berlin, et ceci sans avoir obtenu la permission de la famille,.
Des groupes juifs, dont le centre Simon-Wiesenthal, se sont prononcés contre le baptême par procuration des auteurs et des victimes de l'Holocauste au milieu des années 1990 et encore dans les années 2000 quand ils ont découvert que cette pratique se poursuivait,. Le doyen associé du Centre Simon-Wiesenthal, Abraham Cooper, s'est plaint que des personnages infâmes tels qu'Adolf Hitler et Eva Braun figuraient aussi sur les registres généalogiques des mormons, déclarant : « Que ce soit officiel ou non, il n'en demeure pas moins que c'est exactement le genre d'activité qui a fâché et blessé, vraiment, tant de victimes de l'Holocauste et a alarmé la communauté juive »,. En 2008, l'organisation Rassemblement américain des survivants de l'Holocauste a annoncé qu'étant donné la violation, par les mormons, des accords qui avaient été conclus, elle ne négocierait plus avec l'Église pour essayer d'empêcher le baptême par procuration. Intervenant à l'occasion de l'anniversaire de la Nuit de Cristal, Ernest Michel, un survivant de l'Holocauste qui a rendu compte des Procès de Nuremberg, en tant que président honoraire du Rassemblement américain des survivants de l'Holocauste, a appelé l'Église mormone à « mettre en place un système pour défaire ce qu'[ils] avaient fait », a déclaré que l'Église avait violé à plusieurs reprises leurs accords et que les pourparlers avec les dirigeants mormons étaient terminés. Il a précisé que les groupes juifs se tourneraient désormais vers les cours de justice pour régler cette question. Michel qualifia cette pratique de révision de l'histoire qui joue le jeu des négationnistes de l'Holocauste, affirmant : « Ils me disent que la judéité de mes parents n'a pas été altérée mais… dans 100 ans, comment seront-ils capables de garantir que ma mère et mon père […], qui vécurent en tant que Juifs et furent massacrés par Hitler sans autre raison qu'être Juifs, ne seront pas identifiés un jour comme victimes mormones de l'Holocauste ? ». En février 2012, cette question a refait surface lorsqu'il a été attesté que les parents de Simon Wiesenthal, survivant de l'Holocauste et défenseur des droits des Juifs, avaient été ajoutés à la base de données généalogiques. Peu après, il a été annoncé dans la presse qu'Anne Frank avait été baptisée par procuration pour la neuvième fois, au Temple de Saint-Domingue, en République Dominicaine.
En France, la pratique du microfilmage des archives publiques, que l'Église mormone effectuait depuis 1960, a fait l'objet de questionnements à partir de 1981, dans un contexte de lutte naissante contre les sectes, si bien que la CNIL a diligenté une enquête en Utah, laquelle a abouti à un renouvellement de l'autorisation du microfilmage en 1987. L'historien Bernard Blandre, qui a étudié ce sujet, relève cinq types d'arguments évoqués dans les émissions télévisées et les articles de journaux critiques à l'égard de cette pratique : l'incompréhension et l'irritation vis-à-vis du baptême des morts, le gigantisme des moyens mis en œuvre, le risque d'un monopole mormon sur les sources de recherches généalogiques, l'aspect éthique relatif au fait de décider pour des morts, et l'éventualité d'une exploitation des données recueillies à d'autres fins. En 2008, une directive de la Congrégation vaticane pour le clergé a été envoyée aux diocèses catholiques pour empêcher l'Église mormone de microfilmer et de numériser les informations contenues dans les registres de sacrements catholiques de sorte que les personnes dont les noms y figurent ne reçoivent pas le baptême mormon.
De son côté, l'Église mormone a stipulé dès les années 1990 à ses adeptes, dans ses écrits, de soumettre les noms de leurs propres ancêtres uniquement pour les ordonnances, et à demander la permission aux membres survivants de la famille pour les personnes décédées au cours des 95 dernières années. Des centaines de milliers de noms proposés mais qui ne respectaient pas cette politique ont été retirés des registres de l'Église. L'apôtre mormon Boyd K. Packer a déclaré que l'Église avait été transparente sur sa pratique de l'utilisation des documents publics pour poursuivre le travail d'ordonnance au temple. En 2003, D. Todd Christofferson, représentant de l'Église, a dit au New York Times que son organisation religieuse faisait tout son possible pour supprimer les noms proposés à tort, mais qu'il n'était pas possible de s'attendre à ce que l'Église trouve tout le monde et que l'accord de 1995 n'incluait pas ce type de responsabilité sur la direction de l'Église. Les responsables de l'Église ont ajouté que, conformément à l'accord de 1995, celle-ci avait retiré de ses bases de données plus de 300 000 noms de victimes juives de l'Holocauste, et par la suite également des noms identifiés ultérieurement par des groupes juifs. En 2008, les responsables de l'Église ont déclaré qu'une nouvelle version de l'application FamilySearch avait été élaborée dans le but d'empêcher la soumission de noms de victimes de l'Holocauste pour les ordonnances du temple.

#### Prêtrise
La prêtrise est l'autorité et le pouvoir que Dieu donne à l'homme d'agir en toutes choses pour le salut de l'homme. Le terme prêtrise est un générique qui englobe tous les offices du sacerdoce, tous les ordres religieux : le diaconat, l'épiscopat, l'apostolat, le patriarcat, etc. Les membres masculins de l’Église de Jésus-Christ des saints des derniers jours qui détiennent la prêtrise sont organisés en collèges et ont l'autorité d'administrer les sacrements et d'exercer certaines fonctions administratives dans l'Église. Il y a selon les mormons deux types de prêtrise dont les catholiques et protestants contestent qu'ils puissent la détenir :
- Jean Baptiste, sous la direction de Pierre, Jacques et Jean, aurait conféré à Joseph Smith et à Oliver Cowdery la prêtrise d'Aaron[59] ; or, la Bible affirme que la prêtrise d'Aaron appartient exclusivement aux Juifs de la tribu de Lévi et de la famille d'Aaron[60]. Selon les mormons, une restriction en vigueur à une époque peut être divinement abandonnée à une autre époque.
- Pierre, Jacques et Jean auraient conféré la prêtrise de Melchisédech à Joseph Smith et à Oliver Cowdery[61] ; or, la Bible affirme que Jésus-Christ est le seul possesseur de la prêtrise de Melchisédech et qu'il ne la transmet pas[62]. Les mormons répondent que la majorité des versions bibliques parlent d'un sacerdoce « immuable », « permanent », « perpétuel », « éternel » ou encore « inaliénable » là où les versions Ostervald, Segond et Darby, seules dans ce cas, disent « non transmissible » (Hébreux 7:24). Ils ajoutent que la Bible ne dit pas explicitement que Jésus soit le seul possesseur de la prêtrise de Melchisédech.

## Critiques scientifiques

### Livre de Mormon
Les scientifiques rejettent les aspects « miraculeux » du récit de Joseph Smith et avancent diverses explications possibles quant à l'origine du Livre de Mormon : la rédaction du livre par Joseph Smith de manière indépendante (l’ouvrage reflèterait certains aspects de sa vie), le plagiat éventuel d’autres ouvrages (comme le Manuscrit de Spaulding et Vue des Hébreux) ou l’assistance d’un proche plus instruit, comme Oliver Cowdery ou Sidney Rigdon.
L’Église de Jésus-Christ des saints des derniers jours considère que le Livre de Mormon est non seulement un texte religieux mais aussi un récit historique. Cette croyance entre en contradiction avec les connaissances scientifiques tant en archéologie qu'en linguistique ou en génétique des populations au sujet du peuplement de l'Amérique précolombienne.

## Critiques des questions financières

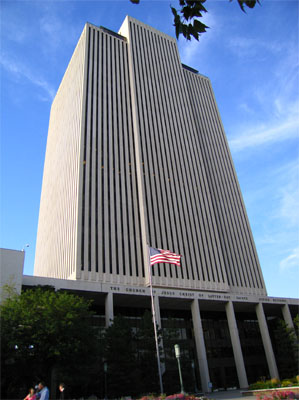
Siège de l'Église à Salt Lake City

L'Église de Jésus-Christ des saints des derniers jours tire la majorité de ses revenus de dons de ses propres membres qui lui versent mensuellement une dîme représentant 10 % de leurs revenus, ainsi que des offrandes de jeûne (destinées à l'aide aux démunis). Elle récolte aussi des bénéfices dus à des investissements financiers variés. Chaque paroisse mormone à travers le monde est chargée de collecter la dîme de ses fidèles, et transfère ensuite les fonds sur le compte bancaire de l'Église du pays concerné. Ces fonds sont gérés, sous la supervision de l'Épiscopat président, par la direction des Affaires temporelles de la région concernée, qui décide de leur répartition selon les besoins des paroisses locales. Les fonds de la dîme sont principalement utilisés pour
- construire, entretenir et faire fonctionner les temples, les églises et d'autres bâtiments
- fournir des fonds de fonctionnement aux pieux (diocèses), aux paroisses et aux autres unités de l'Église
- l'œuvre de prosélytisme
- le fonctionnement des établissements d'enseignement, des séminaires et des instituts de l'Église
- l'impression et la distribution de la documentation pédagogique et didactique
- l'œuvre généalogique et du temple

Une partie des revenus de l'Église (hors dîme) est thésaurisée ou investie dans des projets commerciaux.

### Non-publication du bilan financier
Plusieurs critiques de l'Église de Jésus-Christ des saints des derniers jours lui reprochent son manque de transparence financière,. En effet, l'Église ne publie de bilan financier que dans les pays où cela est requis par la loi, comme au Royaume-Uni où l'audit financier est effectué par le bureau Grant Thorton. Il est donc impossible de savoir précisément quels sont ses avoirs. Seules circulent des estimations livrées par des journalistes d'investigation. Ainsi, en 1997, le Time Magazine estimait le capital de l'Église à plus de 30 milliards de dollars et son chiffre d'affaires annuel à 5,9 milliards de dollars. L'Église réagit en affirmant que ces chiffres étaient « fortement exagérés » mais ne communiqua aucun élément financier. En 2002, le journal Les Échos estimait le chiffre d'affaires de l'Église à « 4 milliards de dollars de revenus annuels nets d'impôts », estimation « probablement inférieure à la réalité ».

### Holding financier
L'Église de Jésus-Christ des saints des derniers jours possède des milliers de lieux de culte à travers le monde, 159 temples ainsi que des institutions éducatives (principalement Brigham Young University). En outre, elle contrôle de nombreuses entreprises commerciales, ce qui suscite diverses controverses. Ces sociétés sont généralement gérées au travers de la Deseret Management Corporation. On peut citer entre autres :
- AgReserves Inc., le principal producteur de noix aux États-Unis[69]
- Bonneville International Corporation, le 14e réseau de radio aux États-Unis[69]
- Hawaii Reserves Inc., holding gérant des propriétés et compagnies dans l'État de Hawaii. Avec le Polynesian Cultural Center (principale attraction touristique de l'île)[70] et la Brigham Young University-Hawaii, le holding a généré un revenu de 260 millions de dollars pour l'économie de Hawaii en 2005[71]
- Beneficial Financial Group, une compagnie d'assurance et de services financiers avec un capital de 3,1 milliards de dollars[72]
- Deseret Morning News, le second quotidien d'Utah[73]
- Deseret Book, éditeur de livres et chaîne de librairies
- Farmland Reserve Inc., qui possède des terrains d'une superficie totale de 270 000 acres (1 093 km2) au Nebraska[74] et de 312 000 acres (1 263 km2) en Floride[69]
- Zions Securities Corporation, qui possède près de 280 000 m2 de bâtiments commerciaux ainsi que 1100 appartements, principalement à Salt Lake City[75]. La compagnie possède le ZCMI Center Mall et le Crossroads Plaza, deux importants centres commerciaux. L'Église a récemment annoncé leur démolition afin de les remplacer par le vaste centre commercial City Creek Center[76] qui devrait ouvrir en 2011[Quand ?].

Dans un discours prononcé en 1999, Gordon B. Hinckley reconnaît que l'Église possède des entreprises lucratives : « Ces entreprises sont-elles destinées à faire des bénéfices ? Oui, bien sûr. Elles fonctionnent dans un monde compétitif ». Cependant, il justifie ces investissements par le fait que « certaines de ces entreprises répondent directement aux besoins de l'Église. Par exemple, notre activité est la communication […] Voilà pourquoi nous possédons un journal, le Deseret News, qui est la plus ancienne entreprise d'Utah. Nous possédons également des chaînes de télévision et des stations de radio ».
En 1991, l'Arizona Republic publie une enquête "L'empire financier mormon" reprenant la liste d'une centaine de sociétés liées à l'Église. Là où les mormons voient une bénédiction du Seigneur, les critiques s'inquiètent de la richesse et du pouvoir détenu par l'Église au travers de son « empire financier ». L'ex-mormon et historien D. Michael Quinn décrit ainsi les deux positions : « La hiérarchie mormone utilise à présent son influence dans le monde des affaires plus précisément et plus fortement que jamais auparavant. Il est difficile d'examiner […] L'empire financier mormon des années 90 sans un sentiment de crainte […] À l'aube du XXIe siècle, beaucoup de non-membres aux États-Unis et dans d'autres pays estiment l'Église engagée dans le colonialisme et l'impérialisme religieux. Cependant, pour le mormon converti, les finances de l'Église sont ce que le Seigneur a fait pour son peuple, son Église et royaume. Ces points de vue sont irréconciliables. »
En conséquence, un reproche communément adressé à l'Église est celui de fonctionner davantage comme une multinationale soucieuse de son business que comme une structure religieuse désintéressée. Selon Ryan Cragun, un ex-mormon sociologue à l'Université de Tampa, le mormonisme « est une religion qui fait appel à des hommes qui ont économiquement réussi en récompensant leur acuité financière avec le respect et des positions de prestige au sein de la religion ». Selon The Huffington Post, des ex-membres se plaignent que l'investissement financier dans les œuvres charitables de l'Église soit limité alors que les opérations immobilières et de recherche de profit apparaissent largement prioritaires ; d'ailleurs, contrairement à l'Église adventiste du septième jour, l'Église mormone n'a pas utilisé son argent pour construire des hôpitaux.

### Financement des Autorités générales
L'Église admet indemniser les Autorités générales (l'équivalent des cardinaux de l'Église catholique) et les présidents de mission (environ 350 renouvelés tous les 3 ans), c'est-à-dire les personnes qui œuvrent à plein temps pour l'Église, mais parle d'« allocation d’entretien » (living allowance) et affirme qu'elle est « modeste », sans en révéler toutefois le montant. Une fuite de 2014 indique un montant de 120 000 dollars américains pour l'allocation d'entretien de base, auxquels il convient d'ajouter différentes sommes (dont une somme pour le logement, évaluée à 826.92 dollars mensuels en 2000). L'Église considère que l'indemnité octroyée aux Autorités générales est donnée pour permettre de réaliser un devoir et non pour le récompenser. Pour les observateurs extérieurs, il s’agit d’un « clergé payé » même si l’Église ne le considère pas ainsi et ce « système de salaires pour les autorités générales de l’Église se poursuit depuis 1882 », ce qui pousse les critiques à dénoncer l’hypocrisie de l’Église en la matière. Pour les observateurs extérieurs, les Autorités générales « peuvent également recevoir un revenu significatif des livres qu'elles publient […] les mormons achetant les livres écrits par les Autorités générales principalement en raison de l'office que détient l'auteur plutôt qu'en raison du contenu du livre. ».

### Financement des missions
Le fait d'effectuer sa mission, ce qui est présenté comme un devoir par l'Église, repose sur la participation financière des familles qui doivent assumer les frais liés à la mission du (de la) jeune fidèle, ainsi que sur les membres locaux qui sont encouragés à prendre en charge ses repas. Selon l'auteur Alain Gillette, en demandant d'agir ainsi, l'Église mormone, pourtant riche, fait des économies substantielles, laissant « ses fidèles impécunieux s'endetter pour subventionner cet exceptionnel prosélytisme ». De plus, il a été rapporté que l'Église avait refusé l'accès aux soins aux missionnaires lorsque ceux-ci souffraient physiquement ou psychologiquement, et il est fréquent que ceux qui ont des problèmes de santé lors de leur mission soient stigmatisés comme faibles spirituellement. De ce fait, malgré la crainte de représailles, certains mormons ayant contracté une maladie lors de leur mission ont consulté des juristes dans le but de poursuivre l'Église pour négligence, tandis qu'un site de soutien, sickrms.com, a vu le jour.

### Paiement de la dîme
Selon l'évêque-président de l'Église, David Burton, environ un million de fidèles mormons versent la dîme, soit 10 % de tous leurs revenus, ce qui représenterait une rentrée d'argent annuelle d'environ 3,2 milliards de dollars. Or, un ancien adepte dont le témoignage a été publié sur Prevensectes.me critique l'importance que le versement de cet argent revêt dans la doctrine : en effet, alors que dans les autres religions le paiement de la dîme est souvent une décision personnelle qui ne fait pas l'objet d'un contrôle, le fidèle mormon qui déroge à cette injonction n'obtiendra pas de postes de responsabilité au sein de l'Église, ne pourra pas enseigner à la Brigham Young University, et ne pourra pas recevoir de lettre de recommandation pour accomplir ses ordonnances au temple, condition essentielle pour accéder au plus haut degré de gloire ; de ce fait, l'évêque ou président d'un pieu vérifie annuellement si chaque mormon a bien donné un paiement complet de cette dîme. Selon Cragun, « il y a tout à fait une pression parce que les mormons croient que cette personne [l'évêque qui les interroge à ce sujet]… reçoit des révélations directes de Dieu et sait s'ils mentent ».
Le non-respect du versement de la dîme peut conduire à des représailles, comme l'atteste une ex-fidèle qui n'a pas été autorisée à prendre part à la Cène dominicale pendant un mois, a dû en compensation effectuer le ménage de la chapelle durant cette période, et dit s'être ainsi senti humiliée. En 1983, l'Église a publié un dépliant enjoignant chaque fidèle à s'acquitter de cet impôt, tandis qu'un officiel de l'Église a déclaré : « Ceux qui ne versent pas automatiquement leur part convenue se radient eux-mêmes des vrais avantages de la participation à l'Église, et des bénédictions qui en découlent » ; en conséquence, certains foyers, principalement ceux aux revenus modestes, en viennent à s'endetter pour conserver leur place au sein de l'Église et leur espérance de salut.

## Critiques éthiques

### Situation des noirs
L’Église de Jésus-Christ des saints des derniers jours a longtemps refusé d’ordonner des personnes noires à la prêtrise (1844-1978), ce qui a suscité de nombreuses critiques face à une disposition jugée raciste, jusqu’à son abrogation. Cette pratique est apparue du temps de Brigham Young, prophète et second président de l'Église en 1844 et n'a disparu qu'en 1978, après avoir suscité de nombreuses critiques.
Selon Brigham Young, la couleur noire était liée à une malédiction divine sur la postérité de Caïn, et si l'homme blanc s'unit avec une femme noire, il mériterait d'être détruit par Dieu. Toutefois, Brigham Young s'oppose aux mauvais traitements infligés aux Noirs par les Blancs.
Les théories raciales de l'Église ont évolué au fil des successions à la présidence de l'Église jusqu'au changement de position de 1978. Depuis cette date, l'Église condamne toute forme de racisme.

### Massacre de Mountain Meadows
Au début du mois de septembre 1857, une centaine d'émigrants d'Arkansas et du Missouri en route pour la Californie campent à l'extrémité sud de la vallée de Mountain Meadows, à environ 500 km au sud de Salt Lake City. Après plusieurs échauffourées avec les Indiens, les émigrants se préparent à un siège. De leur côté, les Indiens font appel au renfort de tribus voisines, mais bénéficient aussi du soutien de la communauté mormone locale, et lancent un assaut conséquent. Le 11 septembre, le camp des émigrants dépose les armes. Selon les accords du traité, ils devaient se constituer prisonniers et être escortés par les miliciens mormons présents à Cedar City. Peu après le départ de la caravane, les mormons et les Indiens assaillent les émigrants désarmés.
L'enquête attendra la fin de la Guerre de Sécession pour aboutir et John D. Lee sera reconnu coupable du massacre et exécuté. Parallèlement, au sein de la communauté mormone l'affaire est portée devant le Collège des douze apôtres. Brigham Young, surnommé le Moïse Américain pour son rôle dans l'installation des mormons dans l'Ouest américain, propose d'excommunier John D. Lee et Isaac C. Haight, jugés par leurs pairs responsables du massacre. La proposition est acceptée. Lee sera rebaptisé à titre posthume en 1961.
Le motif précis de ce massacre, en dehors de l'aveuglement religieux de quelques-uns, reste encore trouble aujourd'hui : ressentiment des mormons envers les Missouriens de la caravane, traitement exécrable des Indiens d'une manière générale par les émigrants là où les mormons entretiennent des relations plus stables, etc.
Le 12 septembre 2007, à l'occasion du cent-cinquantenaire de l'événement, l'Église de Jésus-Christ des saints des derniers jours a reconnu la responsabilité de dirigeants locaux de l'Église de l'époque de l'événement et a exprimé ses regrets, non seulement pour le massacre, mais aussi vis-à-vis de la tribu indienne des Païutes, sur qui les coupables avaient fait porter la faute. Le porte-parole de l'Église a indiqué qu'il est probable que les Indiens n'auraient pas participé au massacre s'ils n'y avaient pas été encouragés et incités par des dirigeants locaux de l'Église.
L'Église a par la même occasion rappelé qu'elle travaillait à réaliser une étude sur ce massacre. Un élément déjà connu de cette étude est que Brigham Young, alors président de l'Église, avait envoyé un message aux responsables de Mountain Meadows, leur commandant de ne pas interférer avec le convoi d'immigrants, mais que ce message était arrivé trop tard.
Cette étude révèle aussi que « la responsabilité du massacre incombait à des dirigeants locaux de l'Église de Jésus-Christ des saints des derniers jours établis dans la région de Mountain Meadows qui détenaient également des postes civils et militaires, et également à des fidèles agissant sous leurs ordres ».

### Soutien aux régimes autoritaires
La mission mormone d'Allemagne n'a pas souhaité s'opposer au nazisme et a souligné des parallèles entre leurs objectifs respectifs, tandis que l'Église mormone a désavoué et mis beaucoup de temps à réhabiliter H. G. Hübener, un mormon résistant excommunié dès son arrestation par les nazis puis décapité par ceux-ci. De même, David Conley Nelson, auteur de Moroni and The Svastika : Mormons in Nazi Germany, cite le cas de Max Reschke, un mormon qui a protégé des Juifs et des Polonais, mais dont l'Église mormone n'a pas parlé.
D'une manière générale, Gillette note que les mormons ont vu leurs effectifs augmenter dans les pays dirigés par l'extrême-droite, « là où le fascisme progressait », citant l'exemple du Nicaragua à l'époque de la dynastie Somoza ; il rapporte également la satisfaction de l'adjoint de la mission mormone au Chili lors de l'accession au pouvoir de Pinochet, déclarant que celui-ci « mérit[ait] un grand coup de main ». De plus, l'Église mormone n'enseigne pas la non-violence : les fidèles ne sont pas objecteurs de conscience, des photos de combattants décorent parfois les halls de paroisse, tandis que les fidèles de l'Utah ont affiché un soutien massif à la guerre en Irak dans les premiers temps du conflit.

### Rituels étranges et secrets
Les rituels qui se déroulent au temple doivent être tenus secrets. L'ex-mormone Deborah Laake rapporte que, lors d'une cérémonie au temple, on lui a expliqué ce qui lui arriverait au cas où elle divulguerait les détails de ces rituels. Elle cite le cas de Ross Peterson, un cadre de l'Église, qui fut menacé d'excommunication pour s'être entretenu, avec un journaliste, sur les changements dans les rituels du temple. Par ailleurs, certains de ces rituels – aujourd'hui abandonnés – étaient discutables selon Laake qui évoque les « épouvantables « punitions » consistant à se trancher la gorge ou à s'arracher le cœur, qui [l]'avaient ébranlée le jour de [s]on mariage ».

### Présentation biaisée de sa propre histoire
Une analyse de l'ouvrage de B. H. Roberts (en) intitulé Histoire de l'Église (en), lequel a été comparé aux manuscrits originaux dont il est tiré, a démontré que « plus de 62 000 mots » ont été ajoutés ou supprimés. Sur la base de cette analyse, Jerald et Sandra Tanner soutiennent que l'Église déforme son histoire pour se présenter sous un jour plus favorable et affirment qu'il y a systématiquement une omission des événements susceptible de dépeindre Joseph Smith, le fondateur de l'Église, d'une manière négative. Néanmoins, selon D. Michael Quinn, les méthodes utilisées par Roberts dans Histoire de l'Église, bien qu'imparfaites par rapport aux normes actuelles, n'étaient pas des pratiques inhabituelles au XIXe siècle av. J.-C., y compris par des historiens réputés.
Le couple Tanner cite l'utilisation sélective des déclarations de Brigham Young, présentées de manière à donner l'illusion qu'il était en faveur des Noirs recevant la prêtrise; il dit également que l'Église a tenté de discréditer la preuve démontrant que Joseph Smith avait été arrêté, jugé et reconnu coupable par un juge de paix à Bainbridge, New York, en 1826. Le couple a aussi pointé du doigt des changements tels que la page de titre de l'édition de 1830 du Livre de Mormon qui décrivait Smith comme étant l'« auteur et propriétaire » du livre, alors que dans les éditions suivantes, il était simplement présenté comme étant le « traducteur », ainsi que la description de l'habilité d'Oliver Cowdery à utiliser la baguette divinatoire figurant dans l'édition de 1829 du Livre des Commandements (en) qui n'apparaît pas dans la section correspondante de l'édition de 1835 de Doctrine et Alliances. En réponse à la critique relative à la mention « auteur et propriétaire », l'organisme mormon apologiste FARMS (en) affirme que celle-ci était conforme aux lois sur le droit d'auteur en vigueur en 1830.
Les Ostling considèrent comme des distorsions volontaires d'autres omissions, relevant que le manuel de l'Église largement distribué Enseignements des présidents de l'Église : Brigham Young (en) omet toute mention de la polygamie de Young et que le résumé chronologique de sa vie comprend la date de son premier mariage, la date du décès de la première épouse et la date du second mariage légal, mais omet de mentionner les dizaines d'autres mariages contractés par Young. En 1842, Willard Richards (en) a compilé un certain nombre de documents dans le but de produire une histoire de l'Église mormone, notamment les divers récits relatifs à Zelph (en). Lorsqu'il combina ces récits, Richards supprima les références de Woodruff à la colline de Cumorah ainsi que celles de Heber C. Kimball à la « dernière grande bataille avec les Lamanites ».
L'historien spécialiste du mormonisme D. Michael Quinn a accusé les dirigeants de l'Église de demander aux historiens de dissimuler « les controverses et les difficultés du passé mormon » ; pareillement, le chercheur mormon Allen Roberts considère que les dirigeants de l'Église « tentent de contrôler les représentations du passé mormon ». Le professeur non mormon John Hallwas, de la Western Illinois University, a écrit à propos des historiens mormons : « [Ils] ne mentionnent pas l'intimidation, la tromperie, la répression, le vol et la violence provenant du mormonisme, ou tout autre sujet susceptible de remettre en cause le caractère sacré de l'expérience mormone ».
Toutefois, en 1969, la Western History Association (en) a publié l'observation, par l'historien juif Moses Rischin (en), d'une nouvelle tendance parmi les historiens mormons, celle de faire des récits plus objectifs. Quinn estime que ce changement est à l'origine du terme « Nouvelle histoire mormone (en) », mais note quelques efforts antérieurs à cette date, notamment l'ouvrage de 1950 de Juanita Brooks (en) intitulé Le massacre de Mountain Meadows (en), publié par la Stanford University Press.

## Critiques sur les questions liées à la sexualité

### Rôle de la femme et polygamie
L’Église de Jésus-Christ des saints des derniers jours considère que l’homme et la femme ont des rôles différents. Tout homme digne peut progressivement, à partir de l'âge de 12 ans, recevoir les différents offices de la prêtrise et faire partie du clergé.
Historiquement, de son origine en 1831 à 1889, l'Église a permis la polygamie sous le nom de mariage plural, ce qui lui a valu de nombreux problèmes avec les autorités.
Certaines épouses plurales de Joseph Smith et des présidents de l'église sont par ailleurs adolescentes, particulièrement jeunes, ou bien déjà mariées.
Ces pratiques ont cependant été abandonnées, et l'église s'en justifie en indiquant notamment que Joseph Smith était initialement réticent mais que cela était un ordre de Dieu.
De nos jours, si la femme doit rester soumise à son mari, ne peut faire partie du clergé ou accéder à la prêtrise, elle peut cependant avoir des responsabilités dans l’Église dans des domaines comme l'entraide, l’enseignement, l'art et la culture. Elle peut aussi accéder à des positions dirigeantes dans l’organisation des femmes de l’Église (la Société de secours), dans l'organisation des jeunes filles ou dans l’enseignement des jeunes enfants (la Primaire). Ces organisations restent néanmoins sous la supervision des dirigeants de la prêtrise. Selon le CIAOSN, le travail à l'extérieur de la femme peut être considéré « dangereux pour sa fidélité à l'enseignement et à la morale ».
Pour l'Union nationale des associations de défense des familles et de l'individu victimes de sectes, l'Église s'est opposée à une modification de la Constitution américaine en faveur des droits des femmes, l'E.R.A. (Equal Rights Amendment), l'ancien président de l'Église, Gordon B. Hinckley, alors apôtre, ayant coordonné la campagne d'opposition. Pour les mormons, cet argument est faible, l'Utah, État très majoritairement mormon jusqu'en 1986, ayant été l'un des premiers des États-Unis à avoir accordé le droit de vote aux femmes.
Dans certains mouvements dissidents, le rôle de la femme peut varier de l’accès à la prêtrise (Communauté du Christ) à la polygamie (Église fondamentaliste de Jésus-Christ des saints des derniers jours).

### Perception de l'homosexualité
Dès le début, le mormonisme a mis l’accent sur l’importance de la relation hétérosexuelle et du mariage puisque celui-ci est une condition nécessaire pour atteindre la vie éternelle, le degré le plus élevé dans la gloire céleste. Cependant, le Livre de Mormon et les Doctrine et Alliances ne comportent aucune condamnation spécifique de l’homosexualité et l’Église semble peu se préoccuper de la question avant 1959.
À partir de 1959, l’Église de Jésus-Christ des saints des derniers jours multiplie les déclarations condamnant l’homosexualité. Ainsi dans les années 1960, Spencer W. Kimball, futur 12e président de l’Église, la considère comme une « maladie » et un « péché odieux ». L’apôtre Boyd K. Packer, dans un discours en 1976, réédité en brochure et largement diffusé dans l’Église à partir de 1978, condamne sévèrement l’homosexualité. Plusieurs de ces déclarations sont jugées homophobes par certains critiques. Ainsi, Affirmation, association ayant pour but de venir en aide aux homosexuels membres ou anciens membres de l'Église, accuse celle-ci d'avoir installé un climat de haine ayant poussé de nombreux jeunes mormons homosexuels à se suicider, et reprend le nom et l'histoire de quelques-uns d'entre eux sur une page servant de mémorial.
Plus récemment, en 1995, l’apôtre Dallin H. Oaks condamne la violence à l’encontre des homosexuels. Cependant, l’homosexualité reste sévèrement condamnée : la même année, l’apôtre James E. Faust enseigne que le diable encourage le mauvais usage des fonctions sacrées de procréation, dont l’homosexualité. En 2004, Gordon B. Hinckley, 15e président de l’Église, précise : « Nous ne sommes pas anti-gay. Nous sommes pro-famille. Disons les choses ainsi. Et nous aimons ces personnes et essayons de travailler avec elles pour les aider. Nous savons qu’elles ont un problème. Nous voulons les aider à résoudre ce problème ».
En juillet 2007, l'Église a mis en ligne un fascicule intitulé Dieu aime ses enfants destiné à faire comprendre sa position sur cette question. Ce document, qui avait été précédé de trois autres (1974, 1983, 1992), explique que « l'Église ignore l'origine de l'homosexualité » et « admet que tous les gays ne peuvent pas changer leur orientation sexuelle » ; par ailleurs, il ne recommande pas le mariage aux personnes gays. Un défenseur de la cause des saints des derniers jours homosexuels estime que la révision de ce document présente des « évolutions positives », même s'il pense que les points négatifs restent majoritaires.
En février 2010, l'Église de Jésus-Christ des saints des derniers jours a lancé le site "Mormons and Gays" conçu pour aider les personnes à tendance homosexuelle à être des membres "dignes" et pratiquants de l'Église et pour que les autres membres de l'Église les considèrent et les traitent comme membres à part entière de la communauté.[réf. nécessaire]

### Abus sexuels en son sein
Depuis les années 2000, des cas d'abus sexuels perpétrés par des membres masculins en situation d'autorité dans les églises locales, y compris des cas de pédophilie, ont été rapportés dans les médias.
Par exemple, en 2001, l'Église a versé trois millions de dollars à Jérémie Scott après que celui-ci eut intenté une action en justice contre l'Église en 1998, afin que l'affaire ne se termine pas devant les tribunaux. Son avocat a décrit cette action comme une tentative dissimulation d'abus sexuel. L'Église a rejeté sa responsabilité légale dans cette affaire et a déclaré que le contentieux se règlerait uniquement sur l'aspect financier.
En septembre 2008, l'évêque mormon Timothy McCleve a plaidé coupable d'avoir agressé sexuellement des enfants de sa paroisse et a été condamné, en décembre 2008, à 15 ans de prison.
En mars 2010, l'ancien évêque mormon Lon Kennard Sr. a été accusé de 43 chefs d'accusation de violences sexuelles et d'exploitation sexuelle d'enfants et a été emprisonné dans le Comté de Wasatch, dans l'Utah. En novembre 2011, Kennard a été condamné après avoir plaidé coupable de trois chefs d'accusation de crime de sévices sexuels aggravés pour abus sexuel sur ses propres filles,.
En décembre 2013, l'évêque mormon Todd Michael Edwards a été condamné à trois ans de prison pour avoir agressé deux adolescentes qui fréquentaient son église à Menifee en Californie. Ayant plaidé coupable, Edwards a reçu deux condamnations simultanées de trois ans de prison pour deux chefs d'accusation de gestes sexuels non consentis et de pénétration sexuelle avec un objet étranger, tandis que l'accusation de subornation de témoin a été rejetée.
En janvier 2014, deux hommes ont intenté un procès dans l'État américain de Hawaii contre l'Église, alléguant qu'ils avaient été abusés sexuellement lorsqu'ils étaient enfants dans une ferme appartenant à l'Église, à Maui, de 1986 à 1988.
En janvier 2014, l'ex-évêque mormon Michael Wayne Coleman a été arrêté et inculpé pour avoir attiré un mineur vers lui dans le but d'abuser de lui sexuellement, un examen de son ordinateur et de son portable ayant révélé un échange de photographies nues avec un étudiant adolescent au Brésil.
En août 2017, l'ex-évêque mormon Erik Hughes a plaidé coupable d'avoir agressé sexuellement deux adolescents de sa congrégation à Mapleton dans l'Utah, les faits s'étant déroulés en juin 2014 pendant son mandat d'évêque. Il a finalement été condamné à des peines allant de un à 15 ans d'emprisonnement pour abus sexuel sur mineur et de 0 à 5 ans d'emprisonnement pour subornation de témoin.
Le 15 août 2017, MormonLeaks (en) a publié un document de 316 pages contenant des cas confirmés et présumés d'abus sexuels sur mineurs s'étant perpétrés entre 1959 et 2017 au sein de l'Église.
Le 30 octobre 2017, un tribunal australien a condamné Darran Scott à dix ans de prison pour avoir agressé sexuellement des garçons, dont certains ont été rencontrés lorsqu'il était dirigeant mormon.
Confrontée à de tels cas, l'Église des saints des derniers jours a déclaré sur son site que le comportement d'agression, qu'il soit physique, sexuel, verbal ou émotionnel, était un péché et qu'elle le condamnait sans réserve ; par ailleurs, elle a précisé que les victimes de maltraitance doivent le signaler à leur évêque et être assurées qu'elles ne sont pas à blâmer pour ces abus. En mars 2018, l'Église a publié ses ressources en matière d'abus sexuels destinées aux dirigeants des églises locales et publié un document d'information indiquant notamment que « les dirigeants de l'Église ne devraient jamais ignorer un abus ou conseiller à un membre de ne pas signaler les activités criminelles aux autorités chargées de l'application de la loi »,.

## Critiques sur l'aspect sectaire

### Procédures disciplinaires
Un membre jugé déviant risque de se voir convoqué devant un conseil de discipline, et ceci même si son seul tort est d'avoir émis des critiques pertinentes sur son Église. Par exemple, en juin 2016, l'adepte Jeremy Runnells a été convoqué devant ce type de conseil pour avoir rédigé une longue lettre relevant diverses incohérences doctrinales, étant de ce fait accusé d'apostasie. Ainsi, le conseil disciplinaire peut se transformer en arme visant à museler toute velléité de remise en question de l'enseignement mormon.
La procédure de discipline mise en œuvre par le conseil disciplinaire comprend trois degrés : la probation, la disqualification, et l'excommunication, cette dernière mesure sanctionnant les cas jugés les plus sérieux. Gillette estime que les excommuniés sont « marqués au fer rouge d'un ostracisme sans pitié ni charité », tandis que leur famille fait l'objet d'un « apitoiement parfois ostensible » de la part de la communauté. Des ex-membres témoignent du fait que quitter l'Église les a conduits à être rejetés par leurs amis, leur famille et leurs collègues de travail lorsque ceux-ci sont membres. Aux États-Unis, l'ex-mormon Morris Bird a d'ailleurs mis en place, dès 2014, des journées de rencontre entre sortants de groupes sectaires car il avait remarqué les similitudes des expériences quel que soit le groupe, notamment le rejet familial.

### Endoctrinement
Évoquant l'influence de l'Église sur le fidèle, Gillette parle d'« endoctrinement » et de « conditionnement des esprits » qui s'exercent notamment par un accaparement maximal du temps du fidèle, même au détriment de ses objectifs personnels. Le déploiement massif des activités proposées par l'Église aboutit à la formation d'une « culture-sujette soumise à l'autorité souveraine de la hiérarchie », le but étant, selon lui, de donner l'illusion d'un libre arbitre afin de dissimuler ce qu'il nomme la « servitude adorée par les fidèles », l'individu ayant le sentiment d'en tirer profit. Finalement, l'emprise s'effectue à travers « le réseau social et les contraintes idéologiques qui structurent toute communauté mormone », ce qui conduit les fidèles à adhérer « spontanément » et « aveuglément ». Selon Marie Drilhon, présidente de l'ADFI-Yvelines, le mouvement est « autoritaire, où le contrôle des personnes par la hiérarchie est très fort. Il n'y a pas de vraie liberté de penser ».

### Culpabilisation
L'association suisse InfoSekta reproche à l'Église mormone sa façon dualiste d'aborder les problèmes, laquelle affirme que toutes les décisions du groupe résultent de la volonté du Saint-Esprit ; en conséquence, tout adepte qui n'est pas en accord avec celles-ci doit jeûner et prier intensément, celui-ci étant systématiquement considéré comme étant faible spirituellement, étant guidé par ses propres désirs, égaré par le Diable, etc. Avec le temps, cette vision manichéenne est intériorisée par le fidèle, ce qui l'amène à être en proie à des conflits internes et à s'auto-déprécier, perdant ainsi confiance en ses propres capacités. L'association conclut : « Encore une fois, la responsabilité repose uniquement sur l'individu. Si l'on n'est pas heureux, ce n'est pas le système qui, avec ses normes rigides, force trop l'individualité à suivre des chemins prescrits, mais sa propre insuffisance à s'adapter au « seul chemin qui rend heureux » ».

### Contrôle de la vie privée des adeptes
Aux États-Unis et au Royaume-Uni, des mormons et des ex-mormons se sont insurgés contre la politique de l'Église consistant parfois à poser des questions indiscrètes aux jeunes membres, notamment en lien avec leur sexualité, tout comportement sexuel ou romantique hors mariage hétérosexuel étant proscrit. En 2018, plus de 800 manifestants se sont rassemblés devant le siège de l'Église pour présenter une pétition signée par plus de 55 000 personnes demandant la fin des entretiens semestriels à huis clos entre des dirigeants masculins de l'Église et les enfants et les adolescents, de nombreux membres ayant été interrogés sur leurs comportements sexuels et leurs pensées d'une manière qui leur semblait nuisible. En général, un évêque mormon commence à poser ce genre de questions aux jeunes qui ont atteint l'âge de huit ans, puis ces entretiens se renouvellent annuellement jusqu'à deux fois depuis l'âge de douze ans jusqu'à l'âge adulte. Selon David Sheppard qui a grandi au sein de l'Église, ces confessions obligatoires induisent chez les jeunes un sentiment de culpabilité, d'autant que les autorités mormones affirment que la masturbation et la pornographie sont des activités sataniques ; il explique qu'il a subi un interrogatoire de six heures qui l'a rendu malade au cours duquel on lui a notamment demandé s'il avait eu un orgasme et s'il avait touché une fille, et que finalement il s'est senti comme un déviant sexuel ou un pervers. De même, Stephen Blomfield estime que ces « entretiens peuvent être vraiment embarrassants, intrusifs et stressants ». En 2019, une ex-adepte française relate le cas de « l'un de [s]es amis adolescents qui se masturbait [qui] a dû subir un entretien individuel mensuel et a eu interdiction de parler en public pendant un certain temps. Il l'a très mal vécu ».

### Élitisme et culte de la personnalité
Marie Drilhon, présidente de l'ADFI-Yvelines, estime que « les membres sont conscients de leur supériorité » et que « la conversion y est perçue comme un acte de charité envers le converti », tandis qu'un ex-adepte a dénoncé sur un site Internet, l'idolâtrie dont font l'objet les dirigeants de l'Église, ce qui lui a valu une excommunication.

### Suppression de la contestation interne
L'Église de Jésus-Christ des saints des derniers jours a également fait l'objet de critiques en raison des mesures disciplinaires qu'elle a prises à l'encontre de membres qui avaient publié des articles ou des ouvrages remettant en cause l’histoire officielle de l'Église ou contestant certaines de ses doctrines. Plusieurs intellectuels ont été ainsi excommuniés en raison de leurs publications ou de l'expression publique de leurs opinions. Joan et Richard Ostling affirment que l'Église riposte contre les membres qui publient des informations ne respectant pas les politiques qu'elle édicte, citant les excommunications du scientifique Simon Southerton et de la biographe Fawn McKay Brodie. Ils disent aussi que l'Église porte atteinte à la liberté intellectuelle et qu'« aucune autre religion assez importante en Amérique ne surveille ses disciples de cette manière ». Richard Abanes a établi une liste des membres de l'Église qui ont été excommuniés ou censurés pour leurs points de vue jugés inacceptables pour la hiérarchie mormone : la journaliste Deborah Laake pour son livre  Cérémonies secrètes : Journal intime d'une femme chez les mormons ; Cecilia Konchar-Farr, une enseignante d'anglais à la Brigham Young University, pour ses opinions sur les lois sur l'avortement ; l'écrivain Janice Merrill Allred ; le professeur d'anglais Gail Houston ; l'anthropologue David Knowlton.

#### Épisode duSeptember Six
Un des épisodes les plus marquants de la répression de la contestation par l’Église fut sans doute l’affaire des « Six de Septembre » (The September Six). Durant le mois de septembre 1993, six intellectuels mormons renommés, connus pour leurs travaux et leurs écrits, furent ainsi exclus de l’Église. Parmi eux se trouvaient l'historien D. Michael Quinn et trois femmes féministes. Cinq d'entre eux furent excommuniés et une autre fut disqualifiée. À des titres divers, tous furent condamnés pour hérésie, bien que les motifs n'aient pas été rendus publics. Ces exclusions remarquées ont été suivies d'une reprise en main à tous les niveaux. D'autres intellectuels moins connus furent sanctionnés, dans la foulée, à des échelons locaux. L'Église a porté un coup d'arrêt à toute expression dissidente, aux progrès du féminisme et à la révision de l'histoire officielle, et elle a repris, à cette date, le contrôle de ses intellectuels.

#### Limitation de la liberté d'expression à l'université Brigham Young
La liberté académique à l'université Brigham Young, dépendant de l’Église, est également l’objet de controverses. En 1992, l’université a introduit une politique limitant l’expression critique envers les doctrines, la politique et les autorités de l’Église. L’American Association of University Professors a publié un rapport examinant le cas de plusieurs professeurs ayant fait face à de telles mesures et a conclu que « les violations de la liberté académique étaient terriblement communes et que la liberté académique était terriblement faible ». En 2006, l'université Brigham Young met un terme au contrat de Jeffrey Nielsen, professeur de philosophie, pour « avoir choisi de contredire et de s'opposer à l'Église sur un sujet d'importance pour les autorités de l'Église » en ayant soutenu le mariage homosexuel dans un article du Salt Lake Tribune.

#### Surveillance des membres critiques
Richard Abanes et les Ostling reprochent à l'Église de maintenir un comité appelé le Strengthening Church Members Committee (en) dirigé par deux apôtres de l'Église. L'existence de ce comité a été révélée en 1991, lorsqu'un mémo de 1990 de l'Église y faisant référence a été mentionné dans la presse. Le 6 août 1992, il a fait l'objet d'un examen dans le Sunstone (magazine) (en) par Lavina Fielding Anderson et Eugene England, alors professeur de BYU ; peu après, The Salt Lake Tribune a publié des informations sur ce comité dans ses éditions du 8 et 15 août 1992. Selon les Ostling, le but de ce comité est de recueillir « les lettres à l'éditeur, d'autres écrits, des citations dans les médias et des activités publiques » des membres de l'Église qui publient des opinions contraires à la politique officielle de celle-ci En réponse, le porte-parole de l'Église Don LeFevre a reconnu l'existence de ce comité, a dit que celui-ci est chargé de « re[cevoir] des plaintes des membres de l'Église au sujet des autres membres qui ont fait des déclarations susceptibles de causer du tort à l'Église », et qu'il doit ensuite « transmettre l'information au chef ecclésiastique de la personne en question » ; en outre, il a dit que le comité ne rendait pas de jugements ni n'imposait de pénalités et que la discipline était « entièrement à la discrétion des dirigeants locaux ». Selon Eugene England, le vice-président de la BYU Stan Albrecht a démissionné en 1992 en partie à cause de « la difficulté à mener une carrière universitaire en raison des plaintes de la faculté de religion BYU sur les écrits d'autres professeurs, faites au Strengthening Church Members Committee ». England a connu d'autres personnes touchées par les activités de ce comité, certains ayant consulté leurs dossiers, l'un d'eux contenant des coupures de journaux sur le fait d'être un jeune démocrate à l'université.
Ce comité est censé être encore en activité et a été mentionné lors de la procédure disciplinaire de 2004 à l'encontre de Grant H. Palmer, auteur de l'ouvrage critique An Insider's View of Mormon Origins, le comité ayant apparemment envoyé un dossier sur Palmer à son président de pieu,.
En juin 2014, la chaîne KUTV a enquêté pour savoir si ce comité était impliqué dans la discipline religieuse qui a touché plusieurs blogueurs et militants mormons ; or, il a été révélé que l'ancien président de pieu John Dehlin avait des coupures de journaux et une longue transcription de podcast. L'Église mormone a refusé tout commentaire à ce sujet, bien qu'un communiqué de presse ait déclaré précédemment que « les décisions [étaient] prises par les dirigeants locaux et non dirigées ou coordonnées par le siège de l'Église »,. Plusieurs blogs suggèrent également que le comité était bel et bien impliqué,,, The New York Times a décrit cet épisode comme une « répression » impliquant « plus d'une douzaine de mormons » et cita Michael Otterson, représentant des affaires publiques de l'Église, qui affirma : « Il n'y a pas d'effort coordonné pour dire aux dirigeants locaux d'empêcher leurs membres de bloguer ou de discuter de leurs questions en ligne ».